# さなえちゃん (古井戸の曲)
『さなえちゃん』は、加奈崎芳太郎、仲井戸麗市（愛称：チャボ）の二人で結成したフォーク・グループ古井戸の楽曲である。古井戸の1枚目のシングルとして1972年5月25日にエレックレコードより発売された。

## 解説
エレックレコードのプロデューサー浅沼勇に認められて「古井戸の世界」でレコードデビューしてから、「唄の市」で全国を回る中、古井戸の世界－生ギターの限界に挑戦するチャボのギター・テクニックと、加奈崎のヘビー級のパワフルなボーカルを基調にしたハードな古井戸サウンド－は確立された。そんな中、浅沼は女の子のファンが多かったチャボのかわいらしさを出して、チャボをリードボーカルにした曲を作ろうと考えた。当時チャボは大学ノートをいつも持ち歩いており、そのノートの裏表紙にさなえちゃんとネーミングされた似顔絵を書いていたため、浅沼はこれだとチャボに曲を作らせた。結果10万枚を超えるヒットとなり、古井戸の名前は一躍有名になった。
その後、古井戸には「さなえちゃん」のイメージがつきまとい、出演したテレビでもこの曲を求められ、チャボが怒って退席したことがある。
さなえちゃんは、チャボが通っていた戸山教会の幼稚園の初恋の相手の名前。

## 収録曲
全作詞・作曲：仲井戸麗市

### SIDE A
1. さなえちゃん  –  (5:00)

### SIDE B
1. もう ねむたいよ  –  (4:31)
編曲：古井戸